# Diócesis de Bokungu-Ikela
La diócesis de Bokungu-Ikela (en latín: Dioecesis Bokunguensis-Ikelaënsis y en francés: Diocèse de Bokungu-Ikela) es una circunscripción eclesiástica de la Iglesia católica en la República Democrática del Congo. Se trata de una diócesis latina, sufragánea de la arquidiócesis de Mbandaka-Bikoro. Desde el 13 de mayo de 2019 su obispo es Toussaint Iluku Bolumbu, de los Misioneros del Sagrado Corazón.

## Territorio y organización
La diócesis tiene 42 000 km² y extiende su jurisdicción sobre los fieles católicos de rito latino residentes en los territorios de Ikela y Bokungu en la provincia de Tshuapa.
La sede de la diócesis se encuentra en la ciudad de Ikela, en donde se halla la Catedral de María Reina de África.
En 2020 en la diócesis existían 15 parroquias.

## Historia
La diócesis de Ikela fue erigida el 11 de septiembre de 1961 con la bula Mater Ecclesia del papa Juan XXIII, tomando su territorio de la arquidiócesis de Coquilhatville (hoy arquidiócesis de Mbandaka-Bikoro).
El 25 de abril de 1962, con la carta apostólica Regni Mariae, el papa Juan XXIII proclamó a la Santísima Virgen María Reina de África patrona principal de la diócesis.
El 16 de junio de 1967 cambió su nombre por el de diócesis de Bokungu-Ikela.

## Estadísticas
Según el Anuario Pontificio 2021 la diócesis tenía a fines de 2020 un total de 284 552 fieles bautizados.
| Año                                                                             | Población            | Población | Población      | Sacerdotes | Sacerdotes    | Sacerdotes    | Bautizados por sacerdote | Diáconos permanentes | Religiosos | Religiosos | Parroquias |
| Año                                                                             | Bautizados católicos | Total     | % de católicos | Total      | Clero secular | Clero regular | Bautizados por sacerdote | Diáconos permanentes | Varones    | Mujeres    | Parroquias |
| ------------------------------------------------------------------------------- | -------------------- | --------- | -------------- | ---------- | ------------- | ------------- | ------------------------ | -------------------- | ---------- | ---------- | ---------- |
| 1970                                                                            | 23 200               | 230 000   | 10.1           | 40         | 21            | 19            | 580                      |                      | 22         | 25         | 8          |
| 1980                                                                            | 38 130               | 207 630   | 18.4           | 18         | 1             | 17            | 2118                     |                      | 22         | 29         | 15         |
| 1990                                                                            | 41 493               | 284 000   | 14.6           | 22         | 8             | 14            | 1886                     |                      | 23         | 34         | 14         |
| 1997                                                                            | 87 428               | 506 312   | 17.3           | 27         | 18            | 9             | 3238                     |                      | 16         | 34         | 14         |
| 2001                                                                            | 91 000               | 510 312   | 17.8           | 23         | 19            | 4             | 3956                     |                      | 9          |            | 14         |
| 2002                                                                            | 91 430               | 511 432   | 17.9           | 19         | 16            | 3             | 4812                     |                      | 7          | 18         | 14         |
| 2003                                                                            | 44 300               | 520 450   | 8.5            | 19         | 16            | 3             | 2331                     |                      | 8          | 21         | 14         |
| 2004                                                                            | 47 300               | 528 480   | 9.0            | 19         | 16            | 3             | 2489                     |                      | 8          | 22         | 13         |
| 2006                                                                            | 49 351               | 617 000   | 8.0            | 20         | 16            | 4             | 2467                     |                      | 8          | 26         | 14         |
| 2011                                                                            | 210 736              | 691 000   | 30.5           | 32         | 25            | 7             | 6585                     |                      | 19         | 32         | 15         |
| 2012                                                                            | 211 958              | 692 723   | 30.6           | 31         | 24            | 7             | 6837                     |                      | 17         | 34         | 15         |
| 2015                                                                            | 288 762              | 748 000   | 38.6           | 28         | 24            | 4             | 10 312                   |                      | 12         | 34         | 15         |
| 2018                                                                            | 292 240              | 765 930   | 38.2           | 20         | 16            | 4             | 14 612                   |                      | 13         | 31         | 15         |
| 2020                                                                            | 284 552              | 924 807   | 30.8           | 21         | 17            | 4             | 13 550                   |                      | 11         | 37         | 15         |
| Fuente: Catholic-Hierarchy, que a su vez toma los datos del Anuario Pontificio. |                      |           |                |            |               |               |                          |                      |            |            |            |

## Episcopologio
- Joseph Weigl, M.S.C. † (11 de septiembre de 1961-18 de marzo de 1982 renunció)
- Joseph Kumuondala Mbimba † (18 de marzo de 1982-11 de octubre de 1991 nombrado arzobispo de Mbandaka-Bikoro)
  - Sede vacante (1991-1993)
- Joseph Mokobe Ndjoku (6 de diciembre de 1993-9 de noviembre de 2001 nombrado obispo de Basankusu)
  - Sede vacante (2001-2004)
  - Joseph Kumuondala Mbimba † (21 de diciembre de 2001-22 de noviembre de 2004) (administrador apostólico)
- Fridolin Ambongo Besungu, O.F.M.Cap. (22 de noviembre de 2004-12 de noviembre de 2016 nombrado arzobispo de Mbandaka-Bikoro)
  - Sede vacante (2016-2019)
  - Fridolin Ambongo Besungu, O.F.M.Cap. (12 de noviembre de 2016-6 de marzo de 2018) (administrador apostólico)
  - Emery Kibal Mansong'loo, C.P. (6 de marzo de 2018-13 de mayo de 2019) (administrador apostólico)
- Toussaint Iluku Bolumbu, M.S.C., desde el 13 de mayo de 2019